# 理查德·克鲁泽
理查德·克鲁泽（英語：Richard Kruse，1983年7月30日—），英国男子击剑运动员，2013年世界武搏运动会男子花剑个人金牌得主、2015年欧洲运动会男子花剑团体金牌得主、2018年世界锦标赛男子花剑个人银牌得主。